# Audiograma

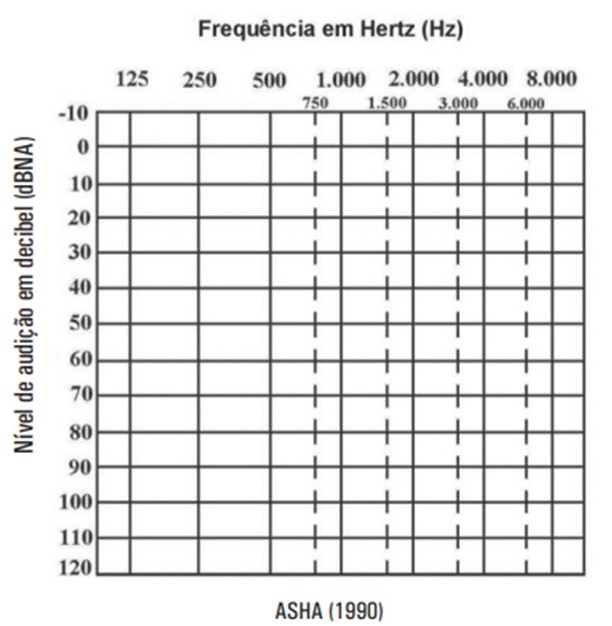
Audiograma. Frequências em Hertz (Hz) no eixo da abscissa e Nível de Audição em Decibel (dB) no eixo da ordenada.

O Audiograma é um gráfico que descreve a capacidade e sensibilidade auditiva do indivíduo, evidenciando a habilidade de detecção dos sons. Ele demonstra o mínimo de intensidade sonora que um indivíduo consegue detectar em determinadas frequências, audíveis ao ouvido humano (limiar auditivo). É construído em forma de grade, na qual as frequências, em Hertz (Hz), estão representadas em escala logarítmica no eixo da abscissa (eixo x), e a intensidade, em decibel (dB), no eixo da ordenada (eixo y). O eixo da abscissa deve incluir as frequências de 125 Hz a 8.000 Hz, com a legenda de “Frequência em Hertz (Hz)”. O eixo da ordenada deve incluir níveis de audição de -10 dB a 120 dB (de acordo com a saída máxima de cada equipamento) com a legenda de “Nível de Audição em Decibel (dB)”.
Esse gráfico é obtido a partir de uma Audiometria Tonal Liminar, exame realizado por um fonoaudiólogo ou médico especializado, que será parte essencial para a realização do diagnóstico audiológico, podendo identificar normalidade ou perda auditiva de diferentes tipos, graus e configurações. Os limiares auditivos obtidos durante o teste devem ser dispostos e representados graficamente no audiograma, utilizando um sistema de símbolos padronizados. É importante ressaltar que nenhum exame isolado tem valor diagnóstico absoluto, o resultado efetivo é dado através de avaliações convencionais, com a realização não só da Audiometria, como também da Logoaudiometria e das Medidas da Imitância Acústica (Timpanometria e Reflexos Acústicos), havendo a comparação da história clínica, do comportamento auditivo e da compatibilidade entre as informações obtidas e, caso haja a necessidade, há ainda a alternativa de avaliações complementares.  
Para que se determine o limiar auditivo, o indivíduo precisa detectar pelo menos 50% dos estímulos sonoros apresentados. São pesquisados os valores dos limiares da via aérea de cada orelha (direita e esquerda) nas frequências de 250, 500, 1.000, 2.000, 3.000, 4.000, 6.000 e 8.000 Hz; e de via óssea nas frequências de 500, 1.000, 2.000, 3.000 e 4.000 Hz.
Com base nos critérios da OMS (2020), a audição é considerada normal quando os limiares de via aérea encontram-se entre 0 e 20 dB. Podendo variar, de acordo com os padrões empregados., mas para realizar a media quadritonal, utilizando as frequências de 500, 1.000, 2.000 e 4.000. E realizar a divisão por quatro.

## Padronização Internacional
Os resultados da audiometria são registrados no audiograma sob a forma de símbolos convencionados internacionalmente. Estes símbolos, recomendados pela Associação Americana de Fala, Linguagem e Audição (ASHA, 1990), recebem cores, formas e direções, que diferem segundo a orelha indicada. A orelha direita é representada pela cor vermelha, enquanto que a esquerda, caracteriza-se pelo uso da cor azul.
O audiograma contempla símbolos correspondentes a limiares de via aérea (VA) e de via óssea (VO).
| PROCEDIMENTO DE TESTE              | ORELHA DIREITA        | ORELHA ESQUERDA       |
| Via aérea (com fones)              | Via aérea (com fones) | Via aérea (com fones) |
| ---------------------------------- | --------------------- | --------------------- |
| Sem mascaramento                   | o                     | x                     |
| Com mascaramento                   | Δ                     | □                     |
| Ausência de resposta não mascarada | ↙o                    | x↘                    |
| Ausência de resposta mascarada     | ↙Δ                    | □↘                    |
| Via óssea (Mastóide)               |                       |                       |
| Resposta não mascarada             | ‹                     | ›                     |
| Resposta mascarada                 | [                     | ]                     |
| Ausência de resposta não mascarada | ↙‹                    | ›↘                    |
| Ausência de resposta mascarada     | ↙[                    | ]↘                    |
| Via óssea (fronte)                 |                       |                       |
| Resposta mascarada                 | ┌                     | ┐                     |
| Ausência de resposta mascarada     | ↙┌                    | ┐↘                    |
| Campo livre                        |                       |                       |
| Resposta                           | Ø                     | ≠                     |
| Resposta inespecífica              | S                     | S                     |
| Ausência de resposta               | ↙Ø                    | ≠↘                    |

Os símbolos audiométricos foram especificados para possibilitar a diferenciação, independentemente das cores convencionadas: a) orelha direita da orelha esquerda; b) condução aérea de condução óssea; c) limiares mascarados de limiares não mascarados; d) presença de resposta e ausência de resposta; e) tipo de transdutores (fone supra aural, de inserção, vibrador e alto-falante) utilizados para a apresentação do estímulo.

## Resultados Audiológicos
O audiograma deve abranger o tipo, grau, configuração e a lateralidade da perda auditiva, conforme os critérios adotados.

### Tipo de perda auditiva
Com base nos autores Silman e Silverman (1997), os tipos de perda auditiva podem ser classificados em: Perda auditiva condutiva, Perda auditiva sensorioneural e Perda auditiva mista. Por meio da definição do tipo de perda, realiza-se o topodiagnóstico da alteração.
| Tipo de perda                 | Características |
| ----------------------------- | --- |
| Perda auditiva condutiva      | Limiares de via óssea menores ou iguais a 15 dBNA e limiares de via aérea maiores que 25 dBNA, com gap aéreo-ósseo* maior ou igual a 15dB. |
| Perda auditiva sensorioneural | Limiares de via óssea maiores do que 15 dB NA e limiares de via aérea maiores que 25 dB NA, com gap aéreo-ósseo* de até 10 dB.             |
| Perda auditiva mista          | Limiares de via óssea maiores do que 15 dB NA e limiares de via aérea maiores que 25 dB NA, com gap aéreo-ósseo* maior ou igual a 15 dB.   |

*Gap aéreo-ósseo - diferença entre os limiares aéreos e ósseos: indica a perda de energia sonora na orelha média e na orelha externa antes de chegar na cóclea.

### Grau da perda auditiva
Quanto ao grau da perda auditiva, são encontradas na literatura diversas recomendações. Alguns autores classificam a perda auditiva com base na média dos limiares tonais das frequências de 500, 1000 e 2000 Hz , como por exemplo Lloyd e Kaplan (1978) ou Davis, (1970, 1978). Enquanto que outros realizam a média quadritonal das frequências de 500, 1000, 2000 e 4000 Hz, como pode ser observado nos estudos de BIAP (1996).
| Graus de perda auditiva | Média entre as frequências de 500, 1000, 2000 e 4000 Hz (ADULTO) | Desempenho                                                                  |
| ----------------------- | ---------------------------------------------------------------- | --------------------------------------------------------------------------- |
| Audição Normal          | 0-25 dB                                                          | Nenhuma ou pequena dificuldade; capaz de ouvir cochichos                    |
| Leve                    | 26-40 dB                                                         | Capaz de ouvir e repetir palavras em volume normal a um metro de distância  |
| Moderado                | 41-60 dB                                                         | Capaz de ouvir e repetir palavras em volume elevado a um metro de distância |
| Severo                  | 61-80 dB                                                         | Capaz de ouvir palavras em voz gritada próximo à melhor orelha              |
| Profundo                | >81 dB                                                           | Incapaz de ouvir e entender mesmo em voz gritada na melhor orelha           |

Em 2020, a Organização Mundial da Saúde publicou um material intitulado "Basic Ear and Hearing Care Resource", atualizando a classificação. Seguindo este novo parâmetro, é possível identificar uma perda auditiva de grau leve a partir de 20 dB.
| Graus de perda auditiva        | Média entre as frequências de 500, 1000, 2000 e 4000 Hz | Desempenho |
| ------------------------------ | ------------------------------------------------------- | --- |
| Audição Normal                 | <20 dB                                                  | Nenhum problema em ouvir sons |
| Leve                           | 20 < 35 dB                                              | Pode apresentar dificuldade em ouvir o que é falado em locais ruidosos                                                                                           |
| Moderado                       | 35 < 50 dB                                              | Pode apresentar dificuldade em ouvir conversas, particularmente em lugares com ruidosos                                                                          |
| Moderadamente severo           | 50 < 65 dB                                              | Dificuldade em participar de uma conversa especialmente em locais ruidosos. Mas pode ouvir se falarem com a voz mais alta sem dificuldade                        |
| Severo                         | 65 < 80 dB                                              | Não ouve a maioria das conversas e pode ter dificuldade em ouvir sons elevadas. Dificuldade extrema para ouvir em lugares ruidosos e fazer parte de uma conversa |
| Profundo                       | 80 < 95 dB                                              | Dificuldade extrema em ouvir voz em forte intensidade |
| Perda Auditiva completa/ surdo | >95 dB                                                  | Não consegue escutar nenhuma conversa e a maioria dos sons ambientais.                                                                                           |

Em 2021, a Organização Mundial da Saúde publicou o material intitulado "World report on hearing", atualizando a classificação. Seguindo este novo parâmetro, é possível identificar o desempenho auditivo em ambientes silencioso e ruidosos, além da classificar a perda auditiva unilateral.
| Graus de perda auditiva                     | Média tonal de 500Hz, 1kHz, 2kHz e 4kHz                | Desempenho auditivo em ambientes silenciosos | Desempenho auditivo em ambientes ruidosos                                                              |
| ------------------------------------------- | ------------------------------------------------------ | --- | --- |
| Audição normal                              | menor que 20 dB                                        | Nenhuma dificuldade em ouvir sons | Nenhuma ou mínima dificuldade em ouvir sons                                                            |
| Perda auditiva de grau leve                 | 20 a menor que 35 dB                                   | Não apresenta dificuldade em ouvir o que é falado.                                                                                               | Pode apresentar dificuldade em ouvir o que é falado.                                                   |
| Perda auditiva de grau moderado             | 35 a menor que 50 dB                                   | Pode apresentar dificuldade de ouvir o que é falado                                                                                              | Apresenta dificuldade em participar de uma conversa                                                    |
| Perda auditiva de grau moderadamente severo | 50 a menor que 65 dB                                   | Apresenta dificuldade em participar de uma conversa, mas pode ouvir voz em forte intensidade.                                                    | Apresenta dificuldade em ouvir e participar de uma conversa.                                           |
| Perda auditiva de grau severo               | 65 a menor que 80 dB                                   | Apresenta dificuldade em ouvir a maior parte de uma conversa; dificuldade para ouvir e compreender mesmo voz em forte intensidade.               | Apresenta extrema dificuldade em ouvir e participar de uma conversa.                                   |
| Perda auditiva de grau profundo             | 80 a menor que 95 dB                                   | Apresenta dificuldade extrema em ouvir voz em forte intensidade.                                                                                 | A fala não pode ser ouvida.                                                                            |
| Perda auditiva completa/ surdo              | maior ou igual a 95 dB                                 | Não escuta conversa e a maioria dos sons ambientais.                                                                                             | Não escuta conversa e a maioria dos sons ambientais.                                                   |
| Perda auditiva unilateral                   | menor que 20 dB na melhor orelha, 35 dB na pior orelha | Pode não apresentar dificuldade, a menos que o som esteja próximo da orelha com pior audição; pode apresentar dificuldade na localização sonora. | Pode apresentar dificuldade em compreender a fala, participar de uma conversa e na localização sonora. |

### Configuração Audiométrica
Esta classificação considera a configuração (desenho/curva),  relacionando os valores de intensidade e frequência, dos limiares de via aérea de cada orelha.
| Tipo de configuração  | Características                                                                                                  |
| --------------------- | --- |
| Ascendente            | Melhora igual ou maior que 5 dB por oitava em direção às frequências altas                                       |
| Horizontal            | Limiares alternando melhora ou piora de 5 dB por oitava em todas as frequências                                  |
| Descendente leve      | Piora entre 5 a 10 dB por oitava em direção às frequências altas                                                 |
| Descendente acentuada | Piora entre 15 a 20 dB por oitava em direção às frequências altas                                                |
| Descendente em rampa  | Curva horizontal ou descendente leve com piora ≥ 25 dB por oitava em direção às frequências altas                |
| Em U                  | Limiares das frequências extremas melhores que as frequências médias com diferença ≥ 20 dB                       |
| Em U invertido        | Limiares das frequências extremas piores que as frequências médias com diferença ≥ 20 dB                         |
| Em entalhe            | Curva horizontal com descendência acentuada em uma frequência isolada, com recuperação na frequência subsequente |

### Lateralidade
A perda pode ser classificada como bilateral, caso ambas as orelhas mostrem-se alteradas e unilateral se apenas uma das orelhas apresentar perda auditiva.

### Simetria
Além disso, ainda pode-se acrescentar outras informações às características audiométricas, tais como: simétrica, quando ambas as orelhas possuírem o mesmo grau e a mesma configuração, ou assimétrica, quando manifestarem-se de maneiras diferentes.